# ریور ویپری
ریور ویپری (انگلیسی: River Viiperi؛ زاده ۴ اوت ۱۹۹۱ ) یک مدل فنلاندی-اسپانیایی است. وی در کمپین‌های تبلیغاتی شرکت‌هایی همچون کالوین کلین، آرمانی، برشکا، اچ اند ام حضور داشته‌است.